# 8151 Андранада
8151 Андранада (1986 PK6, 1935 GH, 1989 LS, 8151 Andranada) — астероїд головного поясу, відкритий 12 серпня 1986 року.
Тіссеранів параметр щодо Юпітера — 3,610.